# Aponus

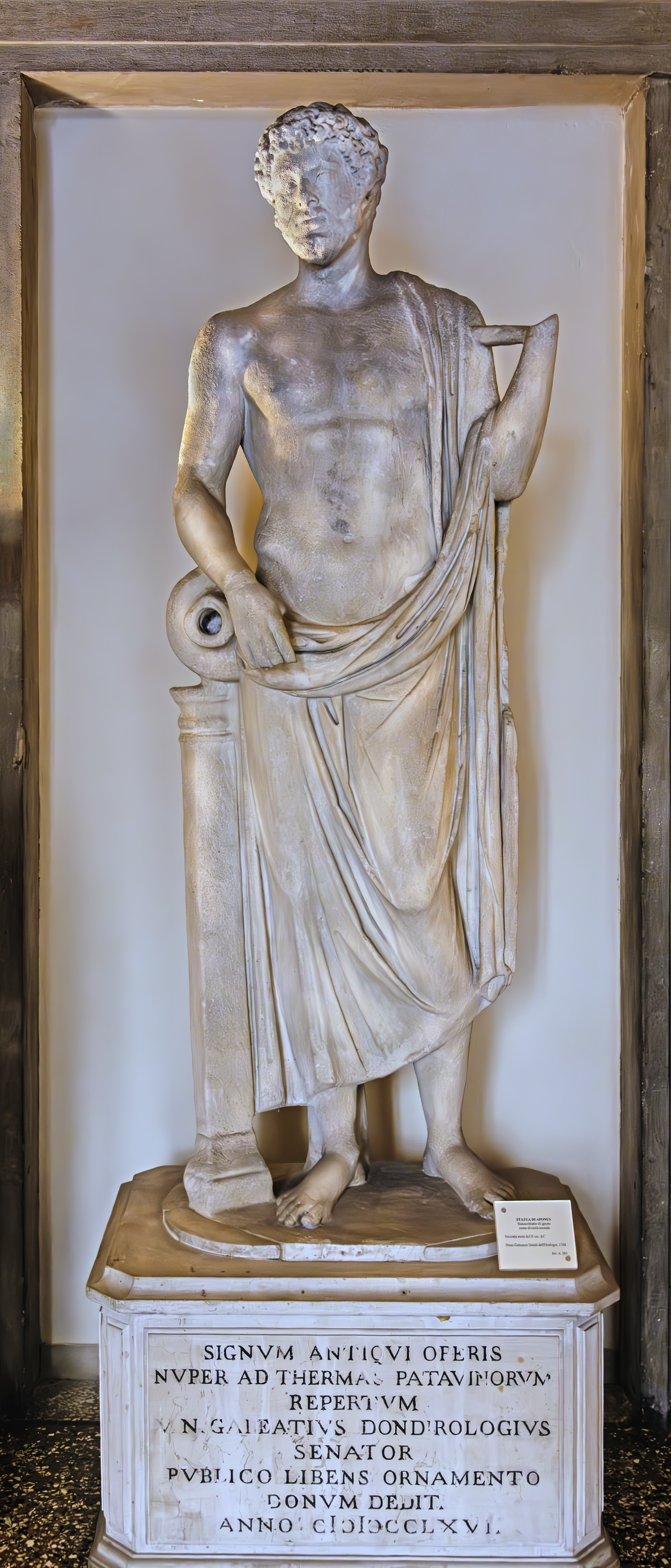
Aponus, Tweede helft van de 2e eeuw voor Christus - Nationaal Archeologisch Museum van Venetië

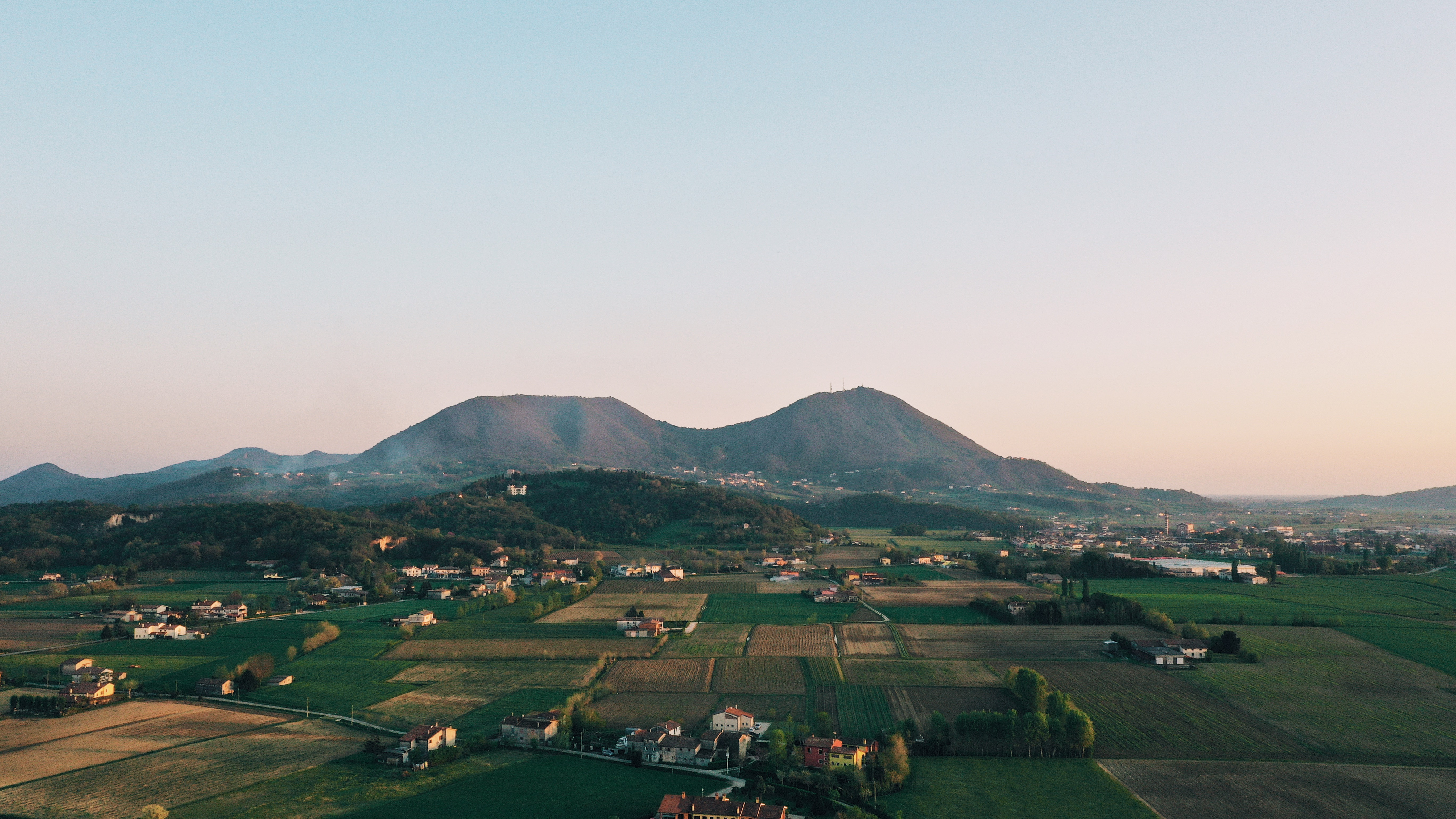
Euganische Heuvels, in de provincie Padua, Noord-Italië

Aponus was een godheid voor zowel de Veneti in de prehistorie als voor de Romeinen in de Klassieke Oudheid. Aponus huisde in de thermische bron van Abano Terme, gelegen in de Noord-Italiaanse provincie Padua. In associatie hiermee werd de thermische bron zelf of fons Aponi soms ook Aponus genoemd.
Onderzoekers van de universiteit van Padua vonden in de jaren 1960 de verklaring van de thermische bron. Het gaat om een geothermisch circuit dat begint met watercollectie vanuit de Kleine Dolomieten. Dit water gaat in een ondergronds oud-vulkanisch circuit, tot 4 km onder het aardoppervlak om te eindigen in een ondergronds bassin in de Euganische Heuvels. Het warme water komt daar bovengronds. Aan de heuvel genaamd Montirone in Abano Terme voedde het warm water een meertje.
Vanaf de 8e eeuw v.Chr. vereerden de Veneti de thermische bron (of bronnen) van Abano Terme. Ze voerden er rituelen uit. De Romeinse heersers lieten de verdere verering van Aponus toe, niettegenstaande de overlap met de cultus van Apollo. Romeinen kwamen er baden en kochten in winkels in de buurt aardewerken kruiken om het heilzaam water mee te nemen. De gevonden vazen hadden zowel kenmerken van Keltische als van Griekse invloed. 
De cultus van Aponus vond eveneens plaats in Montegrotto Terme, een andere plek in de Euganische Heuvels. Montegrotto Terme, in de provincie Padua, kende een uitgebreid complex van thermische baden. Elders in Italia werd Aponus niet vereerd. De Romeinse schrijver Plinius de Oudere situeerde de cultus van Aponus specifiek in de thermen nabij de stad Padua.
De cultus van Aponus met bijhorende kuren bleef bestaan tot de 5e eeuw n.Chr. Ze verdween met de Longobardische invallen.